# Hibiscus migeodii
Hibiscus migeodii är en malvaväxtart som beskrevs av Arthur Wallis Exell. Hibiscus migeodii ingår i Hibiskussläktet som ingår i familjen malvaväxter. Inga underarter finns listade i Catalogue of Life.